# Jonas Noreika
Jonas Noreika (Šukioniai, 8 de octubre de 1910 – Vilna, 26 de febrero de 1947), también conocido por su nombre de guerra Generolas Vėtra (lit. 'General tormenta'), fue un partisano lituano, oficial militar, colaborador nazi y prisionero en el campo de concentración de Stutthof (1942-45).
En julio de 1941, fue el líder del Frente Activista Lituano en el distrito de Telšiai. Lidero el asesinato de 1.800 judíos en la masacre de Plungė y más tarde sirvió como gobernador de la Provincia de Šiauliai durante la ocupación nazi de Lituania, donde firmó órdenes confinando a los judíos del distrito en un gueto y confiscando sus propiedades.
Más tarde se convirtió en una de las 46 figuras intelectuales y de autoridad lituanas que fueron encarceladas por los nazis, en el campo de concentración de Stutthof desde marzo de 1943 y hasta la disolución del campo el 25 de enero de 1945 por incitar a la resistencia a los esfuerzos de movilización nazis.
Durante la ocupación soviética de Lituania fue reclutado en el ejército Rojo, luego trabajó como jurista en Vilna donde fue organizador del Consejo Nacional Lituano antisoviético. Fue arrestado por los soviéticos en marzo de 1946, ejecutado en febrero de 1947 y sus restos nunca fueron encontrados.

## Biografía
Estudió derecho en la Universidad Vytautas Magnus y pasó a servir en el ejército. Escribió para la prensa de la fuerza, trabajó en la justicia militar y más tarde fue ascendido a capitán.
En 1933 Noreika publicó un folleto antisemita titulado Hold Your Head High, Lithuanian!!! («Mantened la cabeza alta, lituanos», que pedía un boicot económico total a los judíos lituanos por motivos nacionalistas. En 1939 publicó un ensayo en la revista militar Kardas, «La fecundidad de la política autoritaria», elogiando los liderazgos de Adolf Hitler y Benito Mussolini.

### Ocupación de Lituania
Las fuerzas soviéticas ocuparon Lituania en junio de 1940 y Noreika fue liberado en las reservas en octubre. Se le acredita como el principal organizador en Samogitia del clandestino y antisoviético Frente Activista Lituano (LAF). También fue un editor prominente de folletos clandestinos en Plungė, incluyendo Brangūs vergaujantys broliai! («Queridos hermanos esclavizados», 1941) en la que llamaba a una limpieza étnica.
Noreika hizo varios viajes de ida y vuelta a la Alemania nazi, con la ayuda del exagente de policía Kazys Šilgalis, manteniendo contactos con Pilypas Narutis de LAF Kaunas y Juozas Kilius de LAF Vilna. Sin embargo, también lo hizo con Klemensas Brunius y Stasys Puodžius de LAF Königsberg: quienes eran los contraagentes del Abwehr e informaban directamente al Oberkommando der Wehrmacht.
Al comienzo del levantamiento de junio en Lituania, en 1941, lideró un pelotón de agricultores y jóvenes en Mardosai.Se reunió con los nazis en la ciudad de Klaipėda, donde le dieron armas de fuego, brazaletes e instrucciones.

### Segunda Guerra Mundial
En julio de 1941, los rebeldes de Noreika retuvieron a los 1.800 judíos de Plungė en una sinagoga durante dos semanas. Durante varios días, los nacionalistas lituanos bajo su mando tomaron grupos de 50 a la vez y los mataron cerca de la aldea de Milašaičiai. Finalmente, el 12 de julio, los nacionalistas iniciaron incendios en la ciudad y culparon a los judíos. Noreika dio la orden de masacrar a los judíos de Plungė, los nacionalistas marcharon y transportaron a los judíos restantes a un sitio cerca de Kaušėnai y los mataron allí. El sacerdote católico Petras Lygnugaris, bautizó a 74 mujeres judías, en un intento de evitar el fatídico desenlace, pero ellas fueron asesinadas igualmente.
El 20 de julio encabezó una «Manifestación de Libertad y Amistad con Alemania», donde una multitud de miles de personas aprobó una resolución que había escrito en apoyo del Gobierno Provisional de Lituania y la independencia completa del Reich, la Wehrmacht y el Frente Activista Lituano. Una semana y media más tarde, un grupo de líderes locales samogitios lo eligieron para encabezar la delegación Žemaičių žemė (Tierra de Samogitia); afiliada a la Geležinis Vilkas y tuvo la tarea de negociar la unidad entre el Gobierno Provisional, el LAF y el Partido Nacionalista Lituano. El 30 de julio Noreika participó en un comité en Telšiai, que condenó a Jurgis Endriuška a tres meses en un campo de trabajo; por dirigir un coro de la Juventud Comunista.
Fue nombrado gobernador de la Provincia de Šiauliai en agosto de 1941. Emitió órdenes el 22 de agosto y el 10 de septiembre sobre: el envío de todos los judíos del distrito a guetos, la confiscación y distribución de sus propiedades. Muchos judíos fueron fusilados en el acto. También envió una propuesta el 23 de agosto a los Consejeros Generales de Lituania para que permitieran la construcción de un campo de trabajo en Skaistgirys, para encarcelar a 200 «indeseables» lituanos.
Noreika regresó a Plungė y su familia se mudó a una casa que había pertenecido a la familia judía Orlianskis. Fue enviado por los nazis en un viaje de propaganda a Alemania, del 31 de enero al 16 de febrero de 1943, como parte de un grupo de 14 funcionarios lituanos.

### Arresto
Fue arrestado y destituido de su cargo de gobernador el 23 de febrero de 1943, por no cumplir las órdenes de levantar una división de las Waffen-SS con la población local. El 17 de marzo, los nazis lo arrestaron nuevamente junto con otras 45 autoridades políticas, intelectuales y religiosas lituanas y el grupo fue llevado al campo de concentración de Stutthof del 26 al 27 de marzo. Fueron alojados separados de otros reclusos, se les permitió usar ropa civil, moverse libremente por todo el campamento, recibir paquetes, escribir cartas y continuar su educación. Estudió inglés, pero persistió en creer que los nazis derrotarían a los Aliados.
En 1944, cuando los alemanes se retiraron, fue evacuado con otros prisioneros. Los soviéticos lo trasladaron junto a otros exprisioneros de campos de concentración; a cuarteles en Słupsk (Polonia). Allí, a principios de mayo de 1945, fue movilizado al ejército Rojo.

### Posguerra
En noviembre de 1945 regresó a Vilna, donde encontró trabajo como asesor legal de la Biblioteca de la Academia de Ciencias de Lituania. Pronto, junto con Ona Lukauskaitė-Poškienė y Stasys Gorodeckis, fundó el autoproclamado Consejo Nacional de Lituania, el cual trabajó para centralizar las fuerzas partisanas antisoviéticas en todo el país. Noreika asumió el rango de general y el nombre de guerra Generolas Vėtra.
Las autoridades soviéticas lo arrestaron junto a otros líderes del Consejo, el 16 de marzo de 1946. Cuando fue interrogado por primera vez, afirmó que trabajaba para la contrainteligencia militar soviética SMERSH; pero tres semanas después, afirmó que había mentido.
Fue condenado a muerte el 27 de noviembre, ejecutado el 26 de febrero de 1947 y enterrado en una fosa común de la mansión Tuskulėnai.

## Legado y controversia

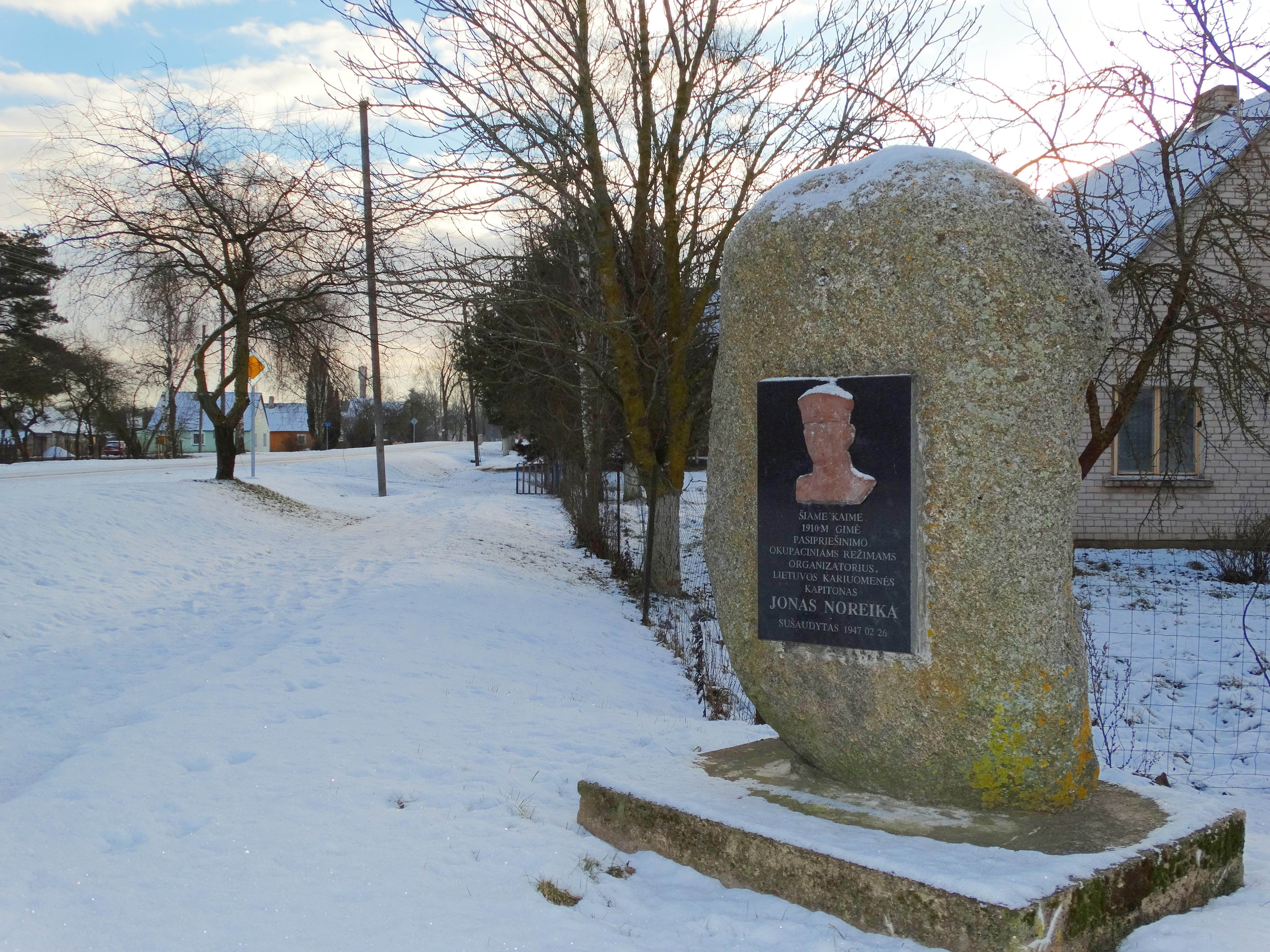
Piedra conmemorativa en Šukioniai, su ciudad natal.

Una escuela de pueblo, así como numerosas calles en Lituania, llevan el nombre de Noreika. En 1997 el estado lituano le otorgó la Orden de la Cruz de Vytis, primer grado. También se colocó una placa conmemorativa en la entrada de la Academia de Ciencias de Lituania y el Museo de las víctimas del genocidio.
Noreika ha sido criticado por numerosos académicos y organizaciones por su papel activo en el Holocausto en Lituania. El Centro de Investigación sobre Genocidio y Resistencia de Lituania (LGGRTC), administrado por el estado, niega estas afirmaciones y argumenta que Noreika malinterpretó el verdadero propósito de los guetos nazis y de hecho que habría salvó las vidas de los judíos en Šiauliai. La Comisión Internacional para la Evaluación de los Crímenes de los Regímenes de Ocupación Nazi y Soviética en Lituania dijo que la conclusión de la LGGRTC era inaceptable y ofensiva, y se opuso a la conmemoración de Noreika.
En 2018 Grant Gochin, un judío sudafricano de ascendencia lituana, presentó una demanda contra la LGGRTC por el cargo de negación del Holocausto y como prueba presentó una declaración jurada de Silvia Foti, la nieta de Noreika; apoyando su pretensión. La demanda fue desestimada por los tribunales lituanos.
La placa conmemorativa en la Academia de Ciencias de Lituania fue destruida el 7 de abril de 2019, en una manifestación transmitida en vivo por el abogado de derechos humanos Stanislovas Tomas. Aunque el alcalde de Vilna, Remigijus Šimašius, declaró inicialmente que no había planes para restaurar la placa destruida, el 9 de abril anunció que la placa sería restaurada después de que se encontraran documentos que confirmaran su colocación inicial en 1998. La nueva placa fue retirada por el municipio de Vilna el 27 de julio de 2019, días después del cambio del nombre de una calle en honor a otro colaborador, Kazys Škirpa. Sin embargo, en septiembre de 2019 la organización juvenil nacionalista lituana Pro Patria, instaló una nueva placa conmemorativa en lugar de la anterior. La placa sigue siendo objeto de controversia legal y política, y un punto focal de desacuerdos sobre el papel de lituanos como Noreika y el Gobierno Provisional de Lituania en el Holocausto.
El 27 de enero de 2021 The New York Times publicó un artículo de opinión de la nieta de Noreika, la periodista Silvia Foti, en la que ella dice:

«Aprendí que el hombre que había creído que era un salvador que hizo todo lo posible para rescatar a los judíos durante la Segunda Guerra Mundial, en realidad, ordenó que todos los judíos de su región de Lituania fueran detenidos y enviados a un gueto donde fueron golpeados, hambrientos, torturados, violados y luego asesinados».
Silvia Foti, nieta de Noreika.